# Copa Nacional do Espírito Santo Sub-17
A Copa Nacional do Espírito Santo Sub-17 foi uma competição de futebol organizada pela Federação de Futebol do Estado do Espírito Santo (FES). Realizada pela primeira vez em 2008, o torneio recebeu a denominação de Copa do Brasil Sub-17 por cinco anos até que foi renomeada por causa da competição homônima da Confederação Brasileira de Futebol.
O torneio teve sua primeira edição sendo conquistada pelo Vasco da Gama, que venceu o Santos na final. No entanto, o maior vencedor é o Internacional, que possui dois títulos conquistados em 2009 e 2010. Os demais campeões foram Atlético Paranaense, Cruzeiro, Fluminense e Red Bull Brasil.

## História
Organizado pela Federação de Futebol do Estado do Espírito Santo (FES), a competição foi realizada pela primeira vez no ano de 2008 sob a denominação de Copa do Brasil Sub-17. Naquela ocasião, o Vasco da Gama se sagrou campeão. Mais tarde, o Internacional obteve o bicampeonato, enquanto Cruzeiro e Atlético Paranaense também conquistaram um título cada.
Em 2013, a Confederação Brasileira de Futebol promoveu a realização de sua própria Copa do Brasil Sub-17. Por conseguinte, a denominação do torneio capixaba foi alterada para Copa Nacional do Espírito Santo. Nesta edição, o Fluminense se sagrou campeão após vencer o Internacional na decisão. No ano seguinte, a Federação de Futebol do Espírito Santo organizou a sétima e última edição desta competição, a qual foi vencida pelo Red Bull Brasil. Esta também ficou marcada por ser a segunda edição na qual uma agremiação do estado sede se classificou para a fase eliminatória, um feito que não acontecia há seis anos.

### Títulos por equipes
| Clubes              | Título(s)       | Vice(s)  | Semifinalista(s) |
| ------------------- | --------------- | -------- | ---------------- |
| Internacional       | 2 (2009 e 2010) | 1 (2013) | 1 (2011)         |
| Atlético Paranaense | 1 (2012)        | 1 (2011) | 2 (2013 e 2014)  |
| Vasco da Gama       | 1 (2008)        | 1 (2012) | 1 (2009)         |
| Fluminense          | 1 (2013)        | 1 (2009) | —                |
| Cruzeiro            | 1 (2011)        | —        | 1 (2008)         |
| Red Bull Brasil     | 1 (2014)        | —        | —                |
| Figueirense         | —               | 1 (2014) | 2 (2012 e 2013)  |
| Santos              | —               | 1 (2008) | —                |
| Grêmio              | —               | 1 (2010) | —                |
| Flamengo            | —               | —        | 1 (2010 e 2012)  |
| Atlético Mineiro    | —               | —        | 1 (2011)         |
| Botafogo            | —               | —        | 1 (2008)         |
| Palmeiras           | —               | —        | 1 (2009)         |
| Coritiba            | —               | —        | 1 (2010)         |
| Guaicurus           | —               | —        | 1 (2014)         |